# Belinskij (film)
Belinskij (Белинский) è un film del 1951 diretto da Grigorij Michajlovič Kozincev.